# Willem Ruys (1837-1901)
Willem Willemsz Ruys (Rotterdam, 17 maart 1837 - aldaar, 3 september 1901) was een Nederlands reder en cargadoor.
Willem Ruys was een van de drie zonen van Willem Jan Danielszoon Ruys (1809-1889), de grondlegger van de Rotterdamse Lloyd en Nedlloyd, en Roelandina Jeannette Los. Willem jr. trouwde in 1862 met Maria Cankrien en kreeg zes kinderen. Hun oudste zoon werd in 1865 geboren en heette ook Willem Ruys. Hun tweede zoon was Bernardus Ewoud Ruys (1869-1949), de vader van een andere Willem Ruys.

## Carrière
Willem Ruys werd in 1841 als firmant opgenomen in de onderneming van zijn vader, de Firma W. Ruys JDzn, die hetzelfde jaar werd herdoopt in Wm. Ruys en Zonen. Zijn broers Jan en Daniel waren elders in dezelfde branche(s) werkzaam. De firma hield zich toen bezig met scheepvaart, expeditie en import van koloniale producten. Via Willem sr. bezat de firma aanzienlijke belangen in schepen, voornamelijk in de vorm van partenrederij, waarbij eigendom en opbrengst van een schip door meerdere investeerders werden gedeeld. In 1868 werden de verladersactiviteiten ondergebracht in de aparte firma Ruys & Co, geleid door Daniel. Vijf jaar later werden de broers firmant in elkaars onderneming.
In 1869 kocht Ruys zijn eerste stoomschip, de Ariadne, met financiering van investeerder Marten Mees, die zou uitgroeien tot de huisbankier van de firma. In deze periode verminderde de zeilvaart en begon de stoomvaart. In 1872, het jaar van de opening van de Nieuwe Waterweg, voer de Ariadne als eerste Nederlands stoomschip voor de firma Plate Reuchlin & Co, de voorloper van de Holland Amerika Lijn (HAL), die toen nog niet over eigen schepen beschikte. Zijn eerste schepen liet Ruys in Engeland bouwen, maar in 1882 gaf hij opdracht aan Koninklijke Maatschappij De Schelde van Arie Smit voor het bouwen van twee schepen.
Als gevolg van de opening van het Suezkanaal breidde Ruys in 1872 het bedrijf uit met een stoombootdienst op Batavia. Samen met Daniel bouwde hij een regelmatige handelslijn op met Java. Ruys had enkele stoomboten, die later de basis vormden van de in 1883 opgerichte naamloze vennootschap Rotterdamsche Lloyd. Ook richtte Willem Ruys in 1891 de Koninklijke Paketvaart Maatschappij (KPM) op. Het KPM-schip Ruys uit 1937 was naar hem vernoemd en ook de Willem Ruys uit 1947 voor de Rotterdamsche Lloyd.
Ruys was tevens commissaris van diverse (financiële) ondernemingen zoals de Rotterdamsche Tramweg-Maatschappij en de Nederlandsche Bell-Telefoon-Maatschappij
Ruys overleed op 64-jarige leeftijd en werd bijgezet in het familiegraf in Hillegersberg.

## Onderscheiden
- Ridder in de Orde van de Nederlandsche Leeuw